# 루이자 메이 올컷
루이자 메이 올컷(Louisa May Alcott, 1832년 11월 29일 ~ 1888년 3월 6일)은 미국의 소설가이다. 펜실베이니아에서 태어났으나 56세로 사망할 때까지 생애의 대부분을 보스턴과 콩코드에서 보냈다. 초절론자(超絶論者)이자 아동교육론자인 부친에게서 철저한 정신교육을 받았으며, 어려웠던 가정 형편 때문에 배우 지망과 결혼을 단념하고 일찍부터 집안살림을 도우며 가계를 꾸려나갔다. 올컷은 생계를 위해 교사나 하녀 등의 직업을 전전했고 남북전쟁 때에는 간호병을 자원해 일하기도 했다. 천부적인 문학적 재능을 살려 잡지나 신문에 글을 기고하던 중 1863년 발표한 《병원 스케치》가 주목을 받았다. 이후 남북전쟁 당시의 후방인 뉴잉글랜드의 가정을 묘사한 《작은 아씨들》로 큰 성공을 거두었고 그 외에 30여 편의 소녀소설을 썼다.

## 생애
루이자 메이 올컷 저명한 초월주의자인 아모스 브런슨 올컷(Amos Bronson Alcott)과 애비 메이(Abby May)의 딸로 현재 펜실베이니아 필라델피아의 일부인 저먼 타운(Germantown)에서 태어났다. 가족은 1844년에 보스턴으로 이주하여 그곳에서 그녀의 아버지는 실험학교를 설립했으며, 또한 랠프 월도 에머슨과 헨리 데이비드 소로 등과 함께 초월주의자 클럽에 가입해 있었다.
유년기부터 성인기 초기에 걸쳐 올컷은 가족의 빈곤과 초월주의의 생각을 나누고 있었다. 1840년에 학교 설립 시도가 좌절된 후, 그녀의 가족은 매사추세츠 콩코드의 콩코드 강을 따라 위치한 2 에이커 면적의 오두막으로 이주했다. 1843년에서 1844년 사이의 짧은 기간에는 유토피아적인 공동체인 프루트 랜드로 이주하였으며, 그곳이 와해된 후 임대 주택에 살다가 그 다음은 어머니의 유산과 에머슨의 원조에서 구입한 콩코드 집 "오처드 하우스"( Orchard House )로 이주했다. 올콧 자매의 어린 시절의 교육은 자연주의자인 소로우도 참여했지만 주로 아버지에 의한 것으로, 현대의 기준에 비추어도 또한 매우 독창적이고 혁신적인 것이었다. 그녀는 또한 가족의 친구인 에머슨과 나다니엘 호손, 마가렛 풀러 등의 작가 교육자들로부터 교육을 받았다. 그후 올콧은 신문에 게재한 단편 "초월적인 귀리"(Transcendental Wild Oats)에서 올콧 가족이 과일 랜드에서 "검소한 생활과 고급 생각" 시험에서 경험 한 것에 대해 쓴 단편집 "실버 피처"(Silver Pitchers , 1876년)에 수록하고 있다.
성장하면서 올콧은 노예제 폐지론자, 여성주의자가 되었다. 1847년에 가족은 일주일 정도 도망 노예의 집에 살았고, 1848년에 올콧은 세네카 폴스 회의에서 여성의 권리에 관해 채택한 "감성 선언"(Declaration of Sentiments)을 읽고 찬사를 보냈다. 그녀는 가난 때문에 어릴 때부터 임시 채용 교사, 바느질, 가정교사, 가사 도우미, 그리고 작가로 일을 했다. 그녀가 쓴 첫 번째 책은 에머슨의 딸 엘렌 에머슨 위해 쓰여진 ‘꽃의 동화’(Flower Fables, 1854년)였다.
1860년 올콧은 《디 아틀란틱 먼슬리》(The Atlantic Monthly) 잡지에 작품을 쓰기 시작했고, 또한 1862년부터 1863년까지 6주 정도 워싱턴 D.C.의 조지타운에 있는 미국 병원에서 간호사를 하기도 했다. 《커먼 웰스》 지에 게재된 “병원 스케치”(Hospital Sketches, 1863년, 1869년 재판)에 투고한 가족에게 보낸 편지는 그녀의 관찰과 기질에 의한 비판이 축적되어 있다. 소설 “무즈”(Moods, 1864년) 또한 면밀한 유망한 작품이다.
그녀의 작품 속에서 잘 알려지지 않은 분야로, 대부분 A. M. 버나드라는 필명으로 썼던 열정적인 소설 이야기가 있다. “사랑의 끝 이야기”(A Long Fatal Love Chase)와 ‘폴린의 열정과 벌’(Pauline’s Passion and Punishment) 등의 작품은 빅토리아 시대에서 “포트 보일러스” 또는 “피와 번개의 이야기” 등으로 알려진 후 올콧 자신이 “작은 아씨들”에서 “작은 마음은 위험한 것”으로 언급하고 있다. 이러한 작품의 주인공은 자신의 목적을 추구(종종 방해하거나 굴욕을 주거나 한 사람들에 대한 복수를 포함하여) 하기 위해 신념을 굽히지 않고, 집요한 면을 보여주고 있다. 이 작품은 바로 상업적인 성공을 거두었으며, 오늘날에도 독자에게 매우 흥미를 가져다주는 작품이다. 이와는 대조적으로, 올콧은 어린이의 도덕적인, 건강한 이야기도 발표했다. 그리고 중반 자전적인 이야기 “노동”(Work, 1873년)와 줄리앙 호손(Julian Hawthorne)의 작품으로 의심을 받은 중편 익명 출판물 “현대의 메피스토 펠레스”(A Modern Mephistopheles, 1877년) 등의 예외를 제외하고, 성인용 작품 집필로 회귀하지 않았다.

## 주요 작품
- 《작은 아씨들》 (Little Women)
- 《사랑스러운 폴리》(An Old-Fashioned Girl)
- 《8명의 친척들》(Eight Cousins)
- 《귀여운 로즈의 작은 사랑》(Rose in Bloom)
- 《라일락꽃 피는 집》
- 《가면 뒤에서》